# Ferit Vokopola
Ferit Vokopola vagy Ferid Vokopola (nevének ejtése fɛɾit vɔkɔpɔla; Vokopola, 1887. augusztus 18. – Durrës, 1969. június 28.) albán politikus, muszlim vallási vezető. 1927–1928-ban Albánia mezőgazdasági, 1927-ben rövid ideig közmunkaügyi minisztere volt. Az 1930-as évektől az albániai szúfi szerzetesrendek világi vezetői közé tartozott.

## Életútja
A dél-albániai Vokopolában született, középiskolai tanulmányait 1906-ban a közeli Berat gimnáziumában fejezte be. Ezt követően Konstantinápolyban tanult jogot és közgazdaságtudományt, ezzel párhuzamosan az oszmán állami vagyonkezelő hivatalban helyezkedett el titkári beosztásban, 1910-ben pedig a hivatal főtitkára lett. Tisztviselői pályafutásával párhuzamosan 1908-tól közreműködött a Zgjimi (’Öntudat’) és a Bashkimi i Kombit (’Nemzeti Egység’) című konstantinápolyi albán folyóiratok írásában és szerkesztésében.

### Politikai pályafutása
1912 végén jelen volt a vlorai nemzetgyűlésen, amelyen kikiáltották Albánia függetlenségét. 1913–1914-ben az első albán kormány pénzügyminisztériumának alkalmazásában állt főtitkári beosztásban, 1914-től 1916-ig pedig a közmunkaügyi minisztérium főtitkára volt.
Az első világháborút követően Koço Kotával együtt titkárként segédkeztek az Albánia közjogi alapjait újrateremtő 1920. januári lushnjai kongresszus szervezésében és lebonyolításában. Január 22-én lushnjai küldöttként Vokopola üdvözölte az egybegyűlteket és nyitotta meg a tanácskozást. 1923-ban a miniszterelnöki hivatal főtitkári állását foglalhatta el, 1924-ben pedig megválasztották az albán nemzetgyűlés képviselőjének, amelynek 1939-ig tagja maradt. 1925-ben tevékenyen közreműködött az első albán filmszínház, a tiranai Nacional mozi megszervezésében. Iliaz Vrioni és Hiqmet Delvina köztársasági kormányaiban 1927. október 24-étől 1928. június 20-áig Albánia mezőgazdasági minisztere volt, ügyvivőként 1927. október 24-e és november 16-a között a közmunkaügyi tárcát is vezette. Az 1928-as alkotmányozó nemzetgyűlés alelnökeként járult hozzá az Albán Királyság előkészítéséhez és kikiáltásához. 1929-től kiadásában és szerkesztésében jelent meg az Arbënia folyóirat. Miután Olaszország 1939. április 7-én lerohanta Albániát, Vokopola tagja volt annak a Shefqet Vërlaci vezette küldöttségnek, amely április 16-án Rómában felajánlotta az albán koronát III. Viktor Emánuel olasz királynak.
Politikai pályájával párhuzamosan 1936-tól ő látta el az elnöki tisztét az albániai szúfi rendek közül a kádirikat, rufaikat, szádikat és tidzsánikat egyesítő Drita Hyjnore (’Isteni Fény’) nevű vallási szervezetnek.

### Letartóztatása és utolsó évei
A második világháborút követően a hatalmukat megszilárdító kommunisták 1945. február 20-án letartóztatták Vokopolát. A háborús bűnösként, árulóként, a nép ellenségeként vád alá helyezett Vokopola legfőbb bűne az 1939-es olasz annexió körüli politikai szerepvállalása volt. Ehhez képest pere 1945. augusztus 11-én a korban meglepően enyhe ítélettel zárult, mindössze kétévi szabadságvesztésre ítélték. 1947. szeptember 19-én szabadult ki börtönéből. Hátralévő éveit visszavonultan élte le, 1969. június 28-án halt meg nyolcvanegy éves korában.